# 超高性能電子計算機プロジェクト
超高性能電子計算機プロジェクト（ちょうこうせいのうでんしけいさんきプロジェクト）とは、通商産業省が1966年から1972年にかけて行った、国産コンピュータ開発プロジェクト。

## 経緯
1964年、IBMがSystem/360を発表したことにより、日本IBMのシェアは1967年には43%にまで達した。これを受け、通商産業省はコンピュータ産業育成策を見直し、これまでにない強い業界指導の姿勢を打ち出した。IBMの比肩しうる超高性能機を開発させるため、通産省工業技術院の大型工業技術研究開発制度（いわゆる大型プロジェクト）の一環として1966年度から5年間に120億円を投入する超高性能電子計算機プロジェクトが開始された（実際に投入されたのは101億円）。
360対抗機種の開発を念頭に置いたプロジェクトであり、工業技術院電機試験所の指導の下で日立製作所が全体を統括し、日本電気、富士通、東芝、三菱電機、沖電気などが集積回路や周辺装置の開発を請け負った。また、オペレーティングシステムの開発にはこのプロジェクトのために新たに設立された日本ソフトウェア株式会社も加わった。
このプロジェクトは途中若干の設計の見直しのために遅延し、1972年8月に試作機を完成させた。

## 技術
日立が主導したため、アーキテクチャはHITAC 8000シリーズがベースとなった。また、ページング方式による仮想記憶、パイプライン処理などが導入された。目標性能を達成するためには素子の高速化が必須であった。このため日立は数論理ゲートのICをシリコン基板に複数個置いて配線するハイブリッド型のLSIを開発した。
また、キャッシュメモリを採用することになり、日本電気がNMOS型のメモリICを開発した。
入出力インターフェイスは当初IBM互換だったが、日本電気の反対により修正が加えられ、「インターフェイス69」と呼ばれる独自規格となった。これは後にDIPS (コンピュータ)に採用されたが、このプロジェクトの成果を製品化したHITAC 8800,8700ではIBM互換インターフェイスが採用されている。
ソフトウェアは特定のハードウェアに依存しない共通のものとされ、これを開発する目的で日立、富士通、日本電気の3社が日本ソフトウェア株式会社を設立した。しかし、ここで開発されたソフトウェアは結局実用に至らなかった。

## その後の影響
通産省は、これを機に国産コンピュータの共通アーキテクチャを決めようとした。しかし、これは各社の反対にあい実現することはなかった。「インターフェイス69」は共通入出力インターフェイスとしてDIPSで採用されることになったものの、ISOへの提案はアメリカの反対によって国際規格となることはなかった。ソフトウェアの共通化も形だけ行われたが実用化されることはなく、日本ソフトウェアはプロジェクト終了後の1972年12月に解散となった。
また、続いて開始された大型プロジェクトはパターン情報処理システムであり、だいぶ性格を異にするものであった(どちらかというと第五世代コンピュータに近い)。